# Кристиан Белик
Крѝстиан Бѐлик (на полски: Krystian Bielik; роден на 4 януари 1998 в Конин) е полски футболист, играе като дефанзивен полузащитник и се състезава за английския Дарби Каунти.

## Клубна кариера
Биелик стартира своята кариера в местния Гурник Конин, но през 2012 година е забелязан от скаути на Лех Познан. По-късно през годината се присъединява към академията на тима от Познан. С този клуб печели първенството до 17 години за 2014 година.
През юли 2014 година се премества в гранда Легия Варшава 8,800 хиляди паунда. На 24 август 2014 година прави своя дебют в полската Екстракласа в мач срещу Корона Келце. Изиграва общо пет мача за Легия в полския елит.
В началото на 2015 година английския Арсенал предлага 2,7 милиона паунда на Легия, за да привлече в редиците си Биелик. На 21 януари 2015 година Кристиан преминава в Арсенал, но сумата по трансфера все пак остава неоповестена.
На 2 август той подписва пет годишен договор с ФК Дарби Каунти от Арсенал за 8,90 милиона евро, а с бонуси сумата може да варира до 10 милиона, рекордни за тима.

## Национален отбор
Биелик играе за отборите на Полша до 16 години и на Полша до 17 години, за който има отбелязани три гола.